# Château d'eau de Vukovar
Le château d'eau de Vukovar (croate : Vukovarski vodotoranj) est un château d'eau située dans la ville croate de Vukovar. Il s'agit d'un des symboles les plus connus de Vukovar et de la souffrance subi par la ville et son comté lors de la bataille de Vukovar et de la guerre de Croatie. Le château d'eau et la ville furent alors largement détruits par les forces serbes.

## Histoire
Le château d'eau a été imaginé par l'entreprise Plan et construit par Hidrotehna Zagreb à la fin des années 1960. Il fut construit dans un parc de la ville, parc connu sous le nom de Najpar-bašća, dans le district de Mitnica.
Avant la guerre, il y avait un restaurant en haut du château d'eau. Le restaurant offrait une vue sur Vukovar, Dunav et les vignobles environnants.
Pendant l'attaque de Vukovar par les Serbes, le château d'eau était la cible privilégié de l'artillerie ennemie. Il a été touché plus de 600 fois, et aujourd'hui, il est le symbole de la victoire et de l'existence nouvelle de la Croatie.
Après la réintégration de Vukovar au sein de la République de Croatie, la reconstruction du château d'eau fut initiée par le président croate Franjo Tuđman. Mais il fut finalement décidé que le château d'eau ne serait pas restauré et deviendrait à la place un mémorial en souvenir de la douleur et de la souffrance subies par Vukovar.

## Sources
- (en) Cet article est partiellement ou en totalité issu de l’article de Wikipédia en anglais intitulé « Vukovar water tower » (voir la liste des auteurs).